# Mécréant
Pour les articles homonymes, voir Le Mécréant.
Un mécréant désigne une personne qui n'adhère pas à la religion . Issu du terme mescreant, lui-même formé à partir du verbe croire et du préfixe  més-.  Le terme est désuet, mais peut toutefois désigner aujourd'hui, dans une acception moderne et plaisante, quelqu'un qui n'a aucune religion.

## Christianisme et mécréance
Dans le christianisme, le mécréant est considéré comme un possible croyant, comme une « brebis égarée qui pourrait revenir au troupeau » :
- « Il y aura plus de joie dans le ciel pour un seul pécheur qui se repent que pour 99 justes » (Luc 15, 7)
- « Reviens à moi, dit le Seigneur, et je te recevrai » (Jérémie 3, 1).
- « Si l'impie fait pénitence, il vivra de la vie et je ne me souviendrai d'aucune de ses iniquités » (Ezéchiel 18, 21)
- « Grande sera dans le ciel la joie pour un seul pécheur qui fait pénitence » (Luc)

Sont également considérées comme mécréants les personnes superstitieuses accordant de l'importance à de multiples croyances.

## Le kâfir pour l'islam
La théologie musulmane différencie trois sortes de mécréants en fonction de la Division du monde dans l'islam.
Le Coran insiste sur la notion de repentir. Allah est le seul Miséricordieux et il est tout-puissant ; l'humain qui pèche, qu'il soit croyant ou mécréant, et qui se repent sincèrement voit ses péchés entièrement pardonnés. En témoignent, entre autres, ces quelques versets : 
- « À ceux qui, quand un malheur s'appesantit sur eux, s'écrient : Nous sommes à Dieu, et nous retournerons à lui. Les bénédictions du Seigneur et sa miséricorde s'étendront sur eux. » (Sourate 2, versets 151 et 152)

- « Ne savent-ils pas que Dieu accepte le repentir de ses serviteurs, qu'il agrée l'aumône ? Il est L’Accueillant au repentir et le Miséricordieux. » (sourate 9, verset 104)

Ce concept de repentir est mis en avant dans ce hadith qudsi : « Dieu Tout-Puissant dit : Ô fils d'Adam, aussi longtemps que tu M'appelleras et que tu Me prieras, Je te pardonnerai pour ce que tu as fait, et Je ne t'en tiendrais pas rigueur. Ô fils d'Adam, même si tes péchés devait atteindre les nuages du ciel, et que tu Me demandais alors pardon, Je te pardonnerai. Ô fils d'Adam, même si tu venais à Moi avec des péchés aussi grands que la terre et que tu te présentais alors à Moi, sans M'attribuer aucun associé, Je t'accorderai un pardon presque aussi grand. »
Mais kâfir après sa relecture dans le monde arabo-musulman a pris aussi le sens de « dénégateur », qui peut se définir comme quelqu'un qui sait la vérité mais refuse de l'admettre et persiste aisément dans son déni :
- « En vérité, ceux qui ne croient plus après avoir eu la foi, et laissent augmenter encore leur mécréance, leur repentir ne sera jamais accepté. Ceux-là sont vraiment les égarés. » (Sourate 3, verset 90)

Non seulement le fait de dénier le message apporté par les prophètes ou les messagers ainsi que les miracles les accompagnant mais aussi car coraniquement tout homme est censé possédé une fitra (traduit principalement par innéité) concernant un pacte initial entre Dieu et conclu avec chaque homme qui leur oblige à témoigner de leur foi, le but dans cette vie étant principalement de rester en conformité avec cette fitra :
- « Et quand ton Seigneur tira une descendance des reins des fils d'Adam et les fit témoigner sur eux-mêmes : "Ne suis-Je pas votre Seigneur ?" Ils répondirent : "Mais si, nous en témoignons..." - afin que vous ne disiez point, au Jour de la Résurrection : "Vraiment, nous n'y avons pas fait attention", » (Sourate 7, verset 172)[7]

La « mécréance », considérée comme un grave péché dans l'islam, est directement concernée par ces citations. Elle est d'ailleurs punie par la peine capitale:
- « Ils aimeraient vous voir mécréants comme ils ont mécru: alors vous seriez tous égaux! Ne prenez donc pas d'alliés parmi eux, jusqu'à ce qu'ils émigrent dans le sentier d'Allah. Mais s'ils tournent le dos, saisissez-les alors, et tuez-les où que vous les trouviez; et ne prenez parmi eux ni allié ni secoureur. » (Sourate An-Nisa, verset 89)[9]

### Musique
- Le Mécréant de Georges Brassens ;
- Heathen de David Bowie.